# Isopentano
O isopentano, C5H12, também chamado de metilbutano é um alcano de cadeia ramificada com cinco átomos de carbono. O isopentano é um composto químico altamente volátil e altamente inflamável, sendo líquido à temperatura e pressão ambientes. O ponto de ebulição é poucos graus acima da temperatura ambiente, e o isopentano vai entrar em ebulição e evaporar em um dia quente. O isopentano costuma ser usado em mistura com nitrogênio líquido para obter um banho líquido a -160 °C.

## Nomenclatura
A IUPAC recomenda o nome isopentano, conforme o documento 1993 Recommendations for the Nomenclature of Organic Chemistry.  Ele é um dos quatro hidrocarbonetos acíclicos que manteve seu nome pre-IUPAC. 

## Isômeros
O isopentano é um dos três isômeros de fórmula química C5H12. Os outros são o n-pentano e o neopentano.